# Bernd Nehrig
Bernd Nehrig (ur. 28 września 1986 w Heidenheim an der Brenz) – niemiecki piłkarz występujący na pozycji pomocnika lub napastnika. Zawodnik klubu FC St. Pauli.

## Kariera klubowa
Nehrig treningi rozpoczął w zespole TV Steinheim. W 1998 roku trafił do juniorów VfB Stuttgart, a w 2005 roku został włączony do jego rezerw, występujących w Regionallidze Süd. W 2006 roku dołączył zaś do pierwszej drużyny Stuttgartu, grającej w Bundeslidze. Zadebiutował w niej 26 sierpnia 2006 roku w przegranym 1:3 pojedynku z Borussią Dortmund. Było to jednocześnie jedyne spotkanie przez niego w barwach Stuttgartu. W styczniu 2007 roku został wypożyczony do drugoligowego SpVgg Unterhaching, gdzie do końca sezonu 2006/2007 rozegrał trzy spotkania.
W 2007 roku Nehrig odszedł do drugoligowego SpVgg Greuther Fürth. Pierwszy ligowy mecz zaliczył tam 12 sierpnia 2007 roku przeciwko FC Erzgebirge Aue (1:1). W 2012 roku awansował z zespołem do Bundesligi.

## Kariera reprezentacyjna
Nehrig jest byłym reprezentantem Niemiec U-16, U-17, U-18, U-19, U-20 oraz U-21.